# Битка при Куново
Битката при Куново е сражение между чета на Вътрешната македонска революционна организация и сръбски войски от 19 април 1924 година.
Четата на Стоян Леков Царот е обградена в село Куново и след тежко сражение четниците са избити. Сред загиналите е и куриерът Серафим от Дурачка река.